# Dreckstück
Dreckstück (Originaltitel: La Pouilleuse) ist ein Jugendroman der französischen Schriftstellerin Clémentine Beauvais. Erzählt wird die Geschichte einer Gruppe Jugendlicher, die ein dunkelhäutiges, sechs Jahre altes Mädchen entführen und verbal sowie physisch quälen. Der Roman behandelt Themen wie Rassismus, Grausamkeit sowie Gewalt und jugendliche Verrohung.
Dreckstück erschien 2012 beim Éditions Sarbance in französischer Sprache und 2015 beim Carlsen Verlag in deutscher Übersetzung. Das Buch wurde von Annette von der Weppen ins Deutsche übersetzt und wird vom Verlag für Jugendliche ab 14 Jahren empfohlen.

## Inhalt
Der Protagonist und Ich-Erzähler David und ein Teil seiner Clique -  Florian, Gonzague, Anne-Laure und Élise – haben mal wieder keine Lust auf Schule und schwänzen den Unterricht. Anders als sonst ist Marguerite an diesem Tag nicht dabei. Auf dem Weg zu Gonzagues Wohnung, eingedeckt mit Gerichten vom Chinesen, treffen sie auf ein dunkelhäutiges, kleines Mädchen. Die Jugendlichen entdecken Läuse in ihrem Haar und beschließen sie mitzunehmen und zu entlausen. Florian zieht die Sechsjährige am Schal hinter sich her. Das Mädchen lässt sich ohne Gegenwehr von den Jugendlichen mit in die Wohnung nehmen. Bei der Entlausung bleibt es nicht, die Jugendlichen lassen ihre aufgestaute Wut an dem Kind aus. Die fünf Jugendlichen finden kein Ende und foltern das Mädchen ohne Skrupel. Sie muss ihre eigenen Läuse mit Essig getränktem Reis essen, ihr werden die Haare geschoren. Durchgängig muss sie sich rassistische Beleidigungen der Jungs anhören und darf keinen Laut von sich geben. David zeigt immer wieder, dass er Bedenken hat und eigentlich nicht mitmachen will, traut sich aber dennoch nicht, in das grausame Geschehen einzugreifen.
Als die Clique über das Radio die Vermisstenmeldung des Mädchens hört und dann die Polizei vor dem Haus sieht, wird David noch nervöser. Er will mit Élise herausfinden, ob die Nachbarn etwas von dem schrecklichen Geschehen mitbekommen haben könnten. Sie klingeln bei einem älteren Paar, der fast blinde Mann verwechselt die beiden mit den Pflegekräften für seine Frau und bittet sie herein. Von da an geben sich David und Élise als Pflegekräfte aus und hören die Quälereien nur noch durch die Decke.
Als sie wieder in Gonzagues Wohnung zurückkehren, ist das Mädchen weg. Die anderen drei wollen nicht verraten, wo sie ist, stattdessen bestehen sie darauf, wieder zur Schule zu gehen, um die letzte Stunde nicht auch noch zu verpassen. Sie müssen die Treppe nehmen, da der Fahrstuhl laut Gonzague angeblich kaputt ist. Auf dem Weg dorthin begegnen sie der Polizei. Eine der Polizistinnen fragt sie aus, warum sie nicht in der Schule seien, auf welche Schule sie gehen und welche Fächer heute auf dem Stundenplan standen. Als erstes beginnt Élise, sich an Kopf und Körper zu kratzen. Die anderen ziehen schnell nach. Anne-Laure hat bereits blutige Nägel, Florian reißt sich die Haare aus und Gonzague schaukelt besessen hin und her. Die Polizisten vermuten, dass die Jugendlichen unter Drogen stehen. Auf der Wache, nach dem negativen Drogentest, geht die Nachricht ein: kahl rasiertes Mädchen im Fahrstuhl gefunden.
In den Verhören wissen die Jugendlichen keine Antwort auf die Frage nach dem „Warum?“. Im Gerichtssaal versucht sich ein Teil der Clique vergeblich, mit dem Tod ihres Freundes Mathieu zu rechtfertigen. Sie erklären sich mit dem Frust über den Beinahe-Unfall am Morgen und der nichtbestandenden Aufnahmeprüfung von dem Bruder von Florian. Das tatsächliche „Warum“ bleibt offen.

## Literarische Kritik
Dreckstück erhielt ein insgesamt positives Presseecho. Die Zeit lobte »Ein Buch, das an Menschlichkeit, Einfühlungsvermögen und Nächstenliebe in jedem Leser rührt.« Die Neue Zürcher Zeitung schreibt »Stärker als andere Jugendromane zum Thema weckt «Dreckstück» das Bedürfnis, sich auszutauschen: über Gewalt und Rassismus – und darüber, was es ausmacht, in einer Gruppe zu handeln.«